# Peter Knegjens

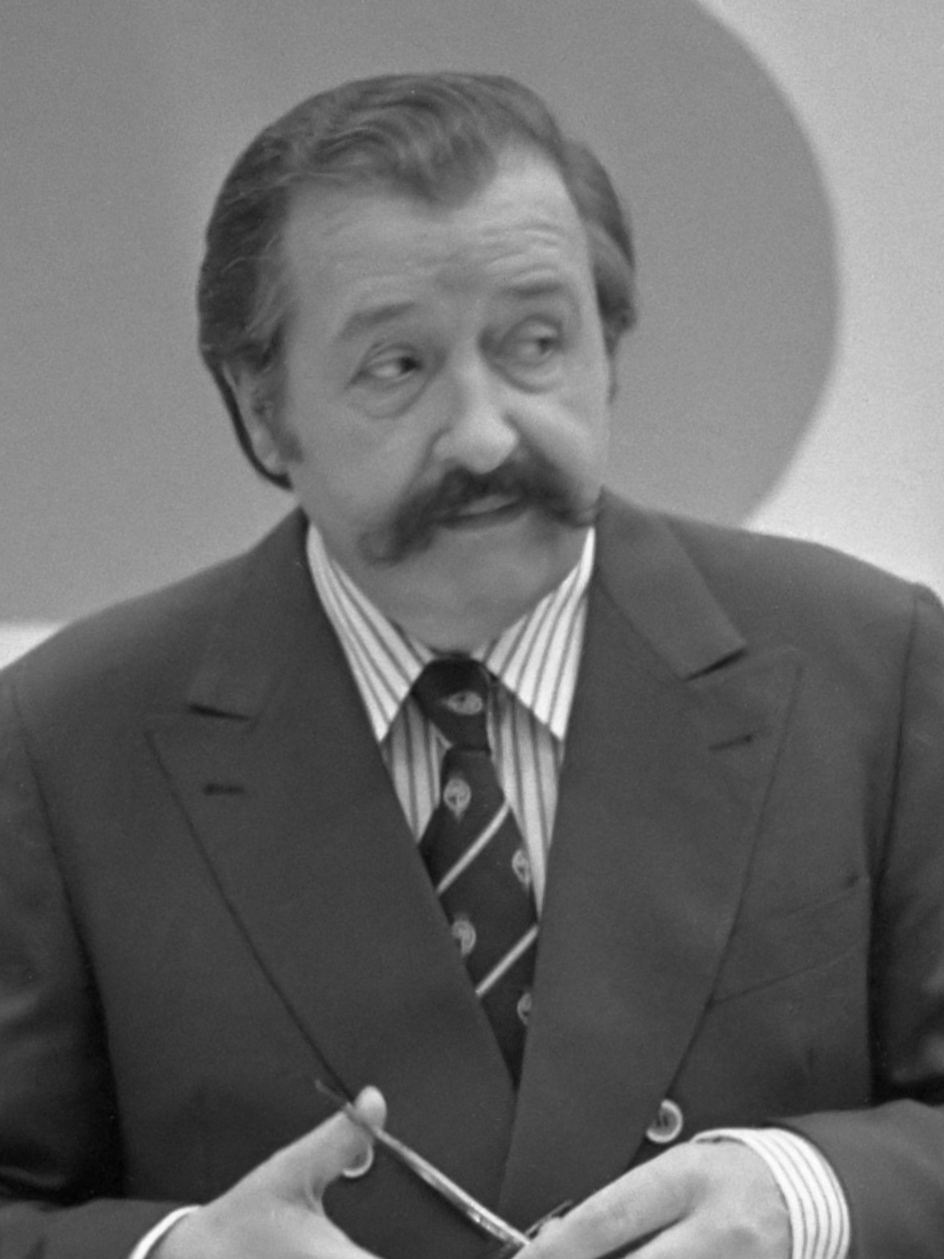
Peter Knegjens (1974)

Pieter Gerrit (Peter) Knegjens (Rhenen, 1 april 1916 – Amsterdam, 11 januari 1996) was een Nederlands sportverslaggever, presentator en reclamemaker.

## Biografie
Hij werd vooral bekend vanwege zijn bloemrijk taalgebruik. Sommige van zijn teksten werden staande uitdrukkingen zoals dat ziet er gezond uit, aju paraplu, grote klasse en nondeju. 
Knegjens groeide op in Arnhem. Zijn leraar Nederlands wekte zijn belangstelling voor taal. Knegjens was een talentvol tienkamper, maar de Tweede Wereldoorlog betekende het eind van zijn sportcarrière. Hij zat een tijd ondergedoken in het Gelderse Ravenswaaij. Na de bevrijding monsterde hij aan bij de wilde vaart en dreef enige tijd een nachtclub in Casablanca. Daarna was hij werkzaam als sportpromotor van de NIWIN.
Later werd hij door AVRO's Tom Schreurs benaderd om verslag te doen van de Olympische Dag, een door Karel Lotsy bedacht sportevenement in Amsterdam. Daarna was hij vaak te horen als commentator, van sporten als atletiek, boksen, zwemmen en motorsport. Als radioverslaggever werd hij het bekendst door zijn commentaar bij de gouden races van Fanny Blankers-Koen tijdens de Olympische Spelen van Londen in 1948. "Zij heeft de baan gegeseld" riep hij na een van haar zeges. Er werd in die tijd wel gezegd dat hij sneller sprak dan Fanny kon lopen.
Hij versloeg niet alleen sport, maar was bijvoorbeeld ook actief als verslaggever tijdens de Watersnood van 1953. Ook was hij "speaker" bij vele motorcrossen en wegraces.
Van 24 augustus 1973 tot 12 januari 1974 was hij korte tijd presentator van het nieuwe televisieprogramma Samenspel, na één aflevering omgedoopt in AVRO's Wie-kent-kwis, maar na vijf afleveringen werd hij ontslagen wegens vermeende dronkenschap. Omdat de uitzending van 9 februari 1974 live was en er geen vervanger kon worden gevonden werd de uitzending daarom gepresenteerd door de producer Fred Oster. Knegjens verklaarde in 1977: "Dronken in die quiz, ach kom, louter voor de zenuwen een paar alcoholische consumpties genuttigd". Na zijn ontslag startte de schrijver Simon Carmiggelt de actiegroep 'Houdt Peter in de ether'. Desondanks keerde Knegjens niet meer terug en werd Fred Oster de nieuwe vaste presentator.
Knegjens was presentator van het radioprogramma Met het oog op morgen vanaf het begin in 1976. Zijn uitzendingen werden steeds geregisseerd door Kees Buurman, van wie werd gezegd dat hij de enige in Hilversum was die hem in het gareel kon houden.
Naast zijn mediawerk was Knegjens actief in de reclamewereld. Hij beweerde de bedenker te zijn van de slogan “Heerlijk, helder, Heineken”. Voorts trad hij op als ceremoniemeester bij honderden biertapwedstrijden. Op leeftijd was hij als “geroutineerd glasvasthouder” nog te zien in een reclame voor bronwater.
Als Peter G. Knegjens nam hij in 1974 de plaat Dat ziet er gezond uit! op (achterkant Als ik een boterhammetje zie), die bleef steken op plaats 10 in de Nationale Tip 20. In 1993 schreef hij het boek Snikheet.
Hij overleed op 79-jarige leeftijd en is begraven in Zeist op de Nieuwe Algemene Begraafplaats.